# Météorite de Dahmani
Pour les articles homonymes, voir Dahmani (homonymie).
La météorite de Dahmani, ou simplement Dahmani, est une météorite tombée en mai 1981 en Tunisie.
Sa chute est observée par des villageois de la région de Dahmani (gouvernorat du Kef). La météorite est récupérée par des militaires qui se sont rendus sur place puis remise au service géologique de Tunis.
La météorite est répertoriée par le Laboratoire de minéralogie-cristallographie de l'université Pierre-et-Marie-Curie et le Laboratoire de minéralogie du MNHN (aujourd'hui regroupés dans l'IMPMC), et par la Meteoritical Society.